# Michael Socha

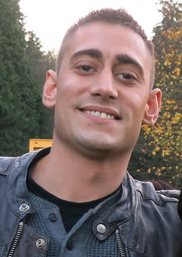
Michael Socha (2014)

Michael Socha (* 13. Dezember 1987 in Derby, Derbyshire) ist ein britischer Schauspieler.

## Leben
Michael Socha wurde im Dezember 1987 in Derby, Derbyshire (England) geboren. Seine Eltern sind Kathleen Lyons und Robert Socha. Er ist der ältere Bruder der Schauspielerin Lauren Socha. Im Alter von zwölf Jahren erhielt er seine erste Hauptrolle in einem Theaterstück der Chellaston Youth Players.
Im Jahr 2006 war Socha zum ersten Mal im Fernsehen zu sehen. Er spielte den aggressiven Harvey im Fernsehdrama This is England. Von da an wirkte er in vielen kleineren Rollen in Filmen und Serien mit. Mit seiner Rolle des Werwolfs Tom McNair in der dritten Staffel der britischen Fernsehserie Being Human schaffte er im Jahr 2011 den internationalen Durchbruch. Tom lebte mit seinem Vater in einem Wohnwagen in der Wildnis und jagte Vampire. Seine Rolle als Tom war zunächst nur als Nebenrolle angelegt, wurde mit dem Beginn der vierten Staffel aber zur Hauptrolle. Von 2013 bis 2014 spielte er eine der Hauptrollen in der Fantasy-Fernsehserie Once Upon a Time in Wonderland, einem kurzlebigen Spin-off von Once Upon a Time – Es war einmal …. Sein Charakter Will Scarlet wurde auch zum Hauptcharakter in Once Upon a Time – Es war einmal …, Michael Socha stellt diesen in der vierten Staffel dar. 2016 spielte Socha eine Hauptrolle in der Science-Fiction-Fernsehserie The Aliens.

## Filmografie (Auswahl)
- 2006: This is England
- 2008: Better Things
- 2008: Summer
- 2008–2009: Casualty (Seifenoper)
- 2009: Dogging: A Love Story
- 2009: The Unloved
- 2009: Harvest
- 2009: Paradox (Fernsehserie, Episode 1.05)
- 2010: Cut
- 2010: Married Single Other (Fernsehserie, Episode 1.03)
- 2010: Shank
- 2010: Bonded by Blood
- 2010: Break Clause
- 2010: This Is England ’86 (Miniserie)
- 2011: This Is England ’88 (Miniserie)
- 2011–2013: Being Human (Fernsehserie)
- 2012: Twenty8k
- 2012: Spike Island
- 2013: Svengali
- 2013–2014: Once Upon a Time in Wonderland (Fernsehserie, 13 Episoden)
- 2014: George Gently – Der Unbestechliche (Inspector George Gently, Fernsehserie, Episode 6x04)
- 2014: Silent Witness (Fernsehserie, Episoden 17x03 und 17x04)
- 2014–2015: Once Upon a Time – Es war einmal … (Once Upon a Time, Fernsehserie, 23 Episoden)
- 2015: This Is England '90 (Miniserie, 4 Episoden)
- 2016: The Aliens (Fernsehserie, 6 Episoden)
- 2017: Papillon
- 2018: Trautmann
- 2019: Killers Anonymous – Traue niemandem (Killers Anonymous)
- 2020: Big Boys Don’t Cry
- 2023: Jericho Ridge
- 2025: Toxic Town (Fernsehserie)